# ليونا فلورنتينو
ليونا فلورنتينو هي كاتِبة وشاعرة فلبينية، ولدت في 19 أبريل 1849 في فيغان في الفلبين، وتوفيت في 4 أكتوبر 1884 في الفلبين.